# Seychellia
Seychellia là một chi nhện trong họ Telemidae.